# Honda Civic
De Honda Civic is een automodel van automobielfabrikant Honda.

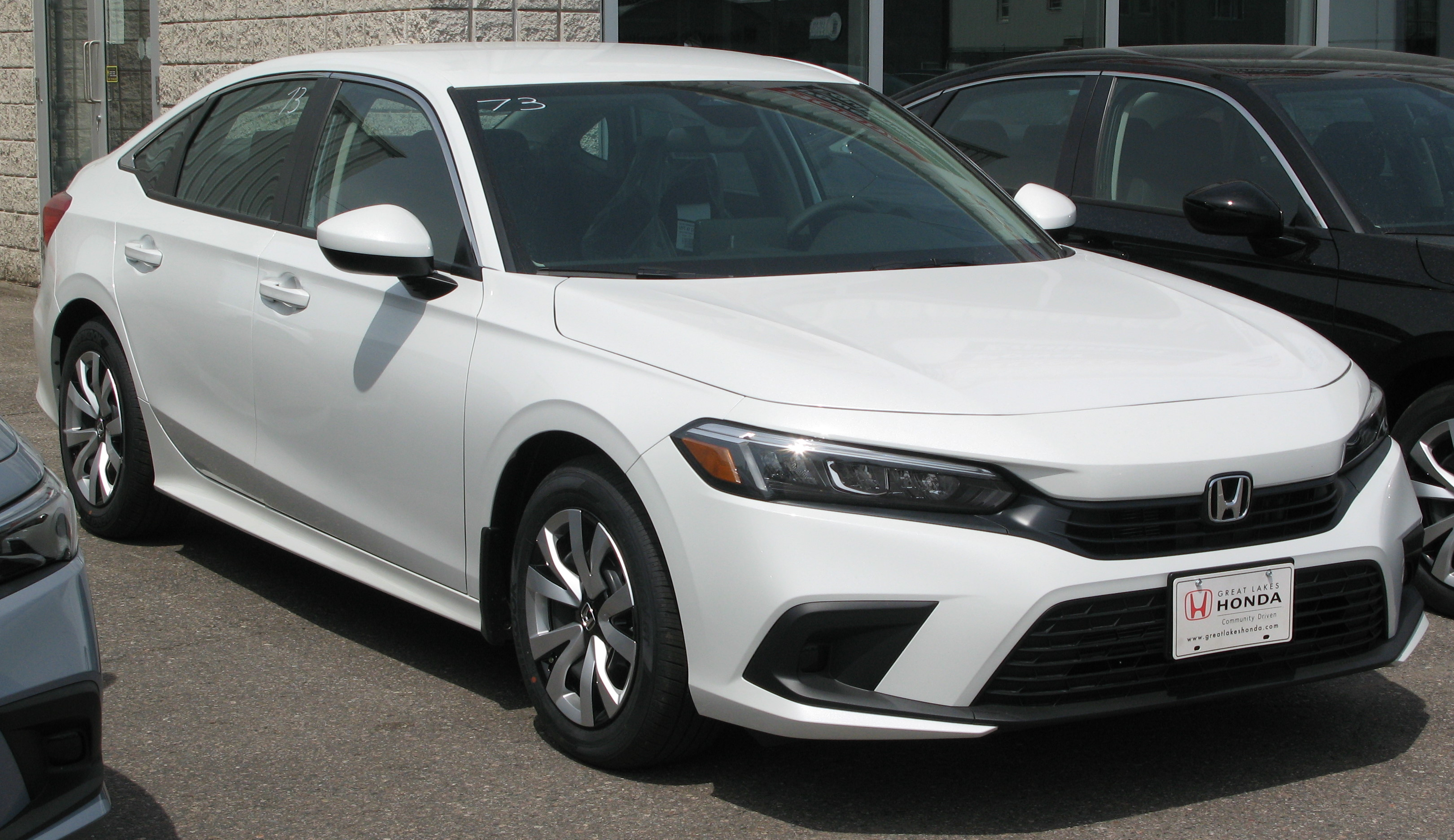
Honda Civic 2022

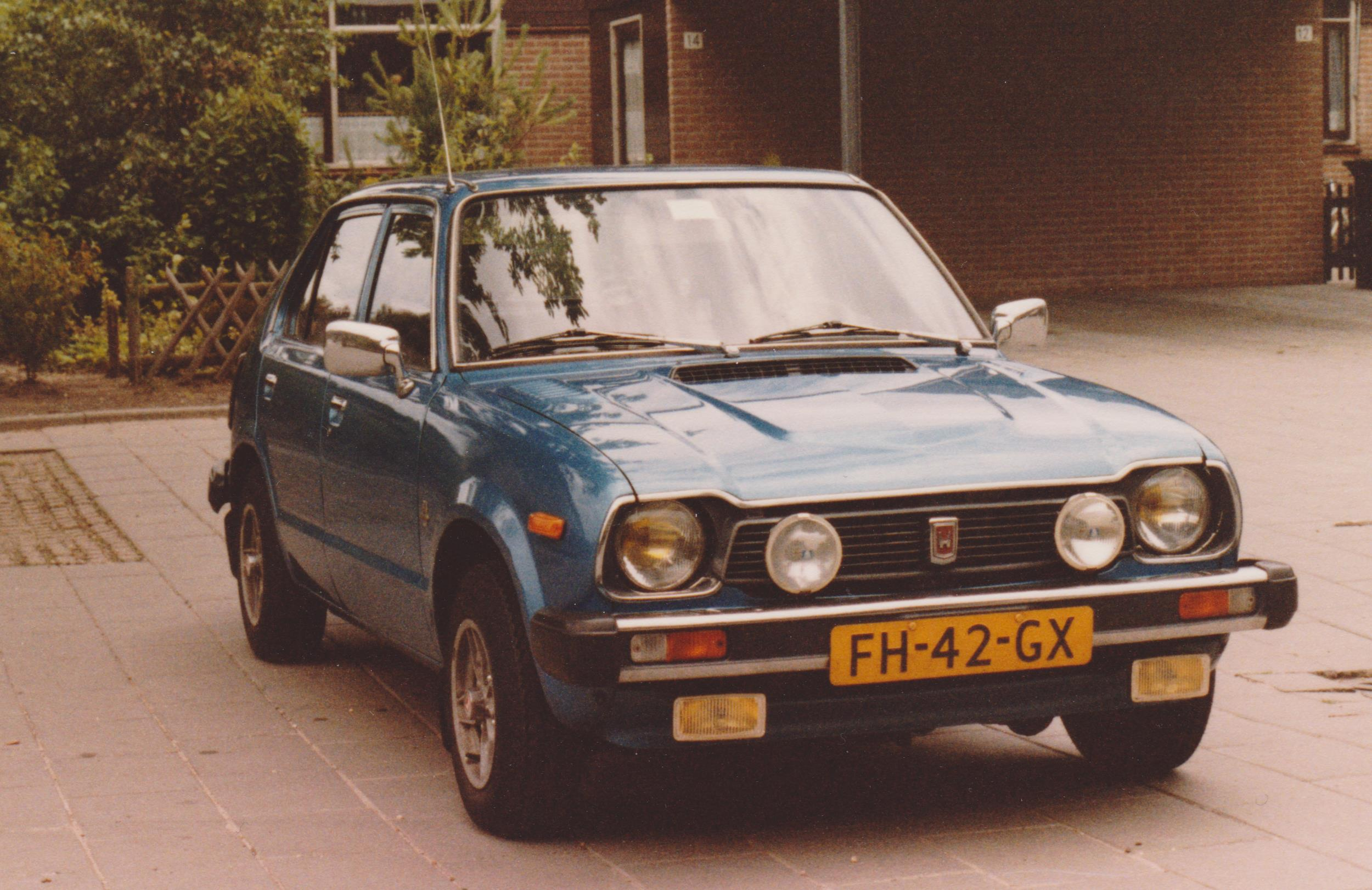
Honda Civic 1979

## Eerste generatie (1972-1979)
De geschiedenis van de Honda Civic begint in de jaren zeventig.
In 1972 is de eerste generatie Honda Civic ter wereld gekomen. Deze had de grootte van een Mini en had een 1,1-litermotor met 52 pk.
Deze werd toen in Nederland nog niet in grote aantallen verkocht; dat kwam pas later.

## Tweede generatie (1979-1983)

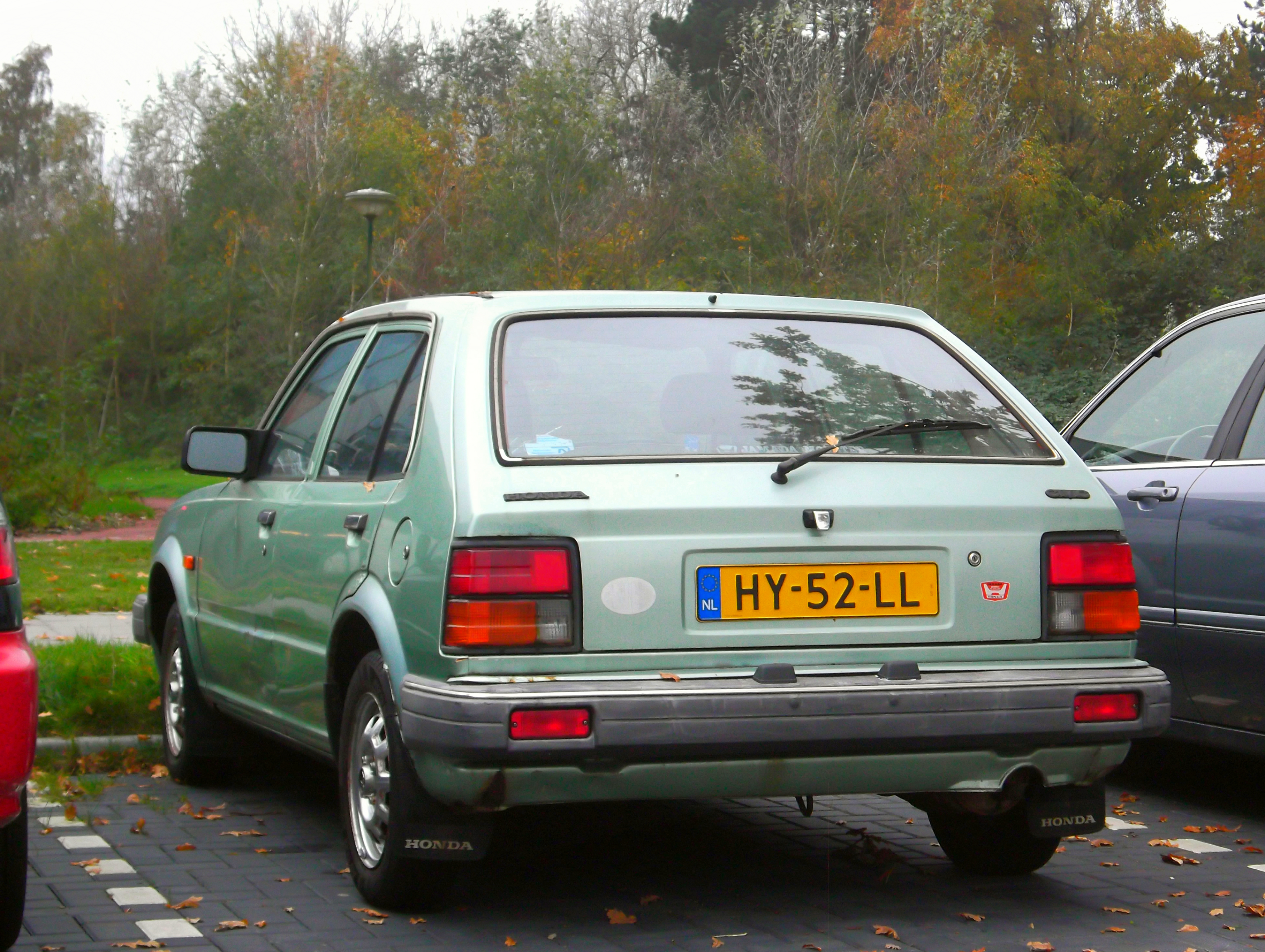
Honda Civic vijfdeurs (1982)

De tweede generatie Civic was uitgerust met een lichtmetalen 1,5-liter-viercilindermotor met 70 pk. Met de CVCC-krachtbron zette Honda een trend op het gebied van milieu en voldeed aan de strenge Clean Air Act in de VS. Deze betrouwbare motor stelde voor lange tijd de norm en zorgde ervoor dat Honda wereldwijd het imago had als innovatieve motorenproducent.
Deze generatie was ook de eerste met een vijfversnellingsbak in productieauto’s. De automaatversie heette Hondamatic. Met deze auto brak Honda in 1980 door in Nederland met 25.000 verkochte auto’s. Een bestseller, die leverbaar was in drie- en vijfdeurs hatchback, vijfdeurs stationwagon en vierdeurs sedan (Ballade op sommige markten, nauw verwant aan de Triumph Acclaim). Wereldwijd had Honda in 1983 al drie miljoen exemplaren van deze Civic geproduceerd.

## Derde generatie (1983-1987)

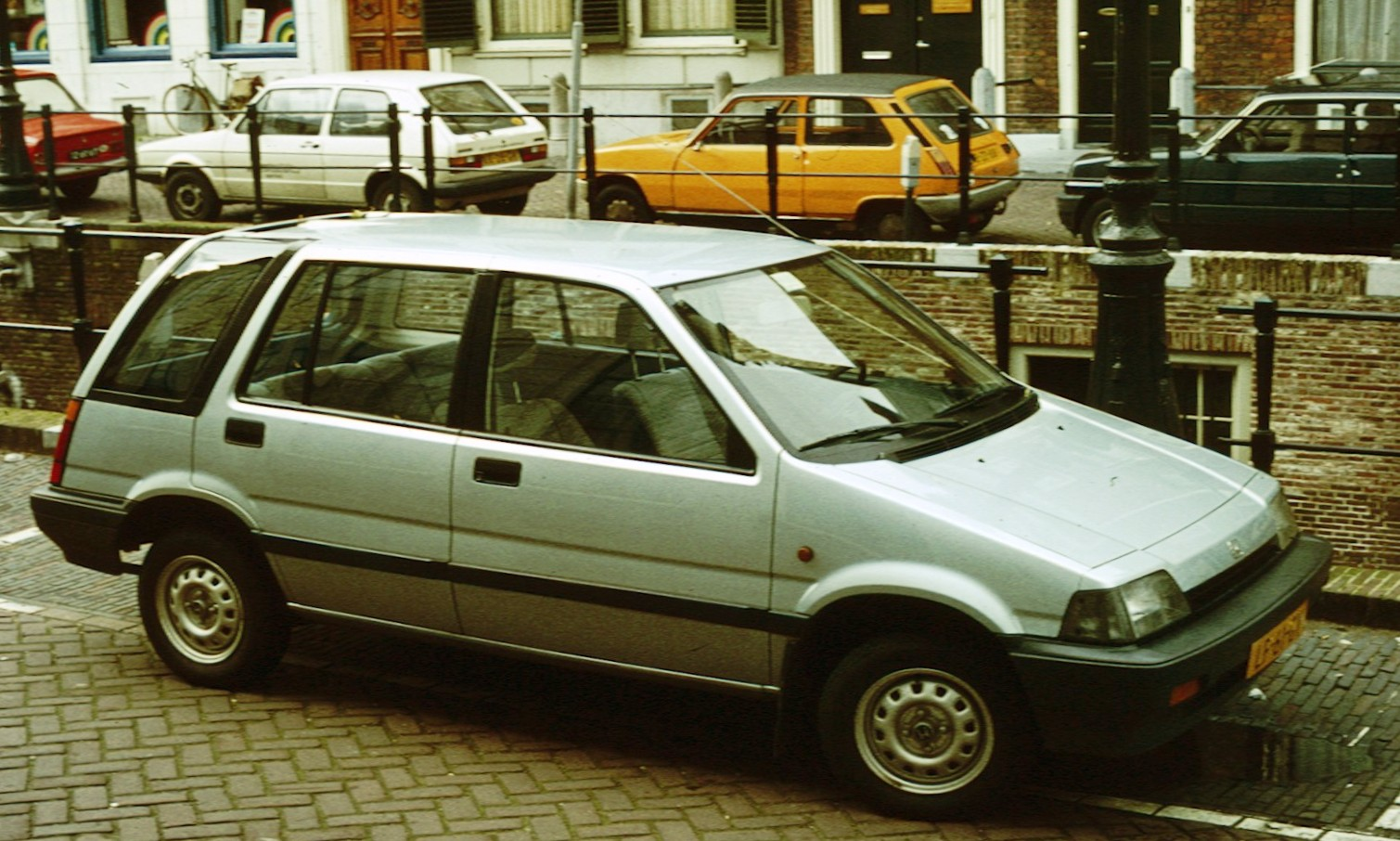
Honda Civic Shuttle (1984)

In 1983 lanceerde Honda de derde generatie Civics op de markt en wel in vier verschillende uitvoeringen: een vijfdeurs stationcar genaamd Civic Shuttle, een vierdeurs sedan (Ballade op sommige markten, nauw verwant aan de Rover 200), een driedeurs hatchback en een coupé genaamd Honda CRX die vooral bij jongeren populair was. Honda was de tijd ver vooruit omdat de auto's destijds al voorzien waren van accessoires zoals AM/FM cassetterecorders, dakluik en airconditioning.

## Vierde generatie (1987-1991)

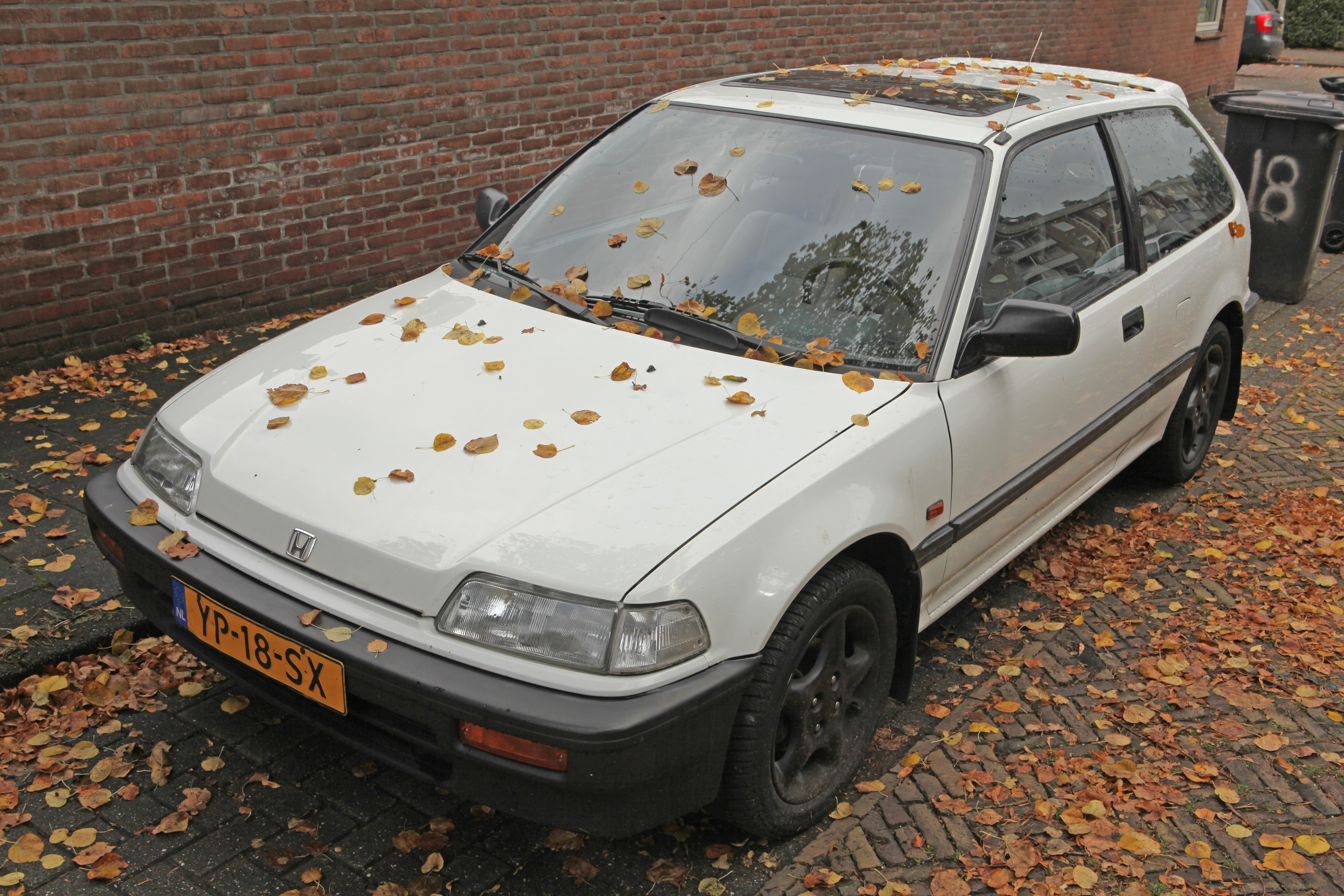
Honda Civic (1990)

Vanaf 1987werd de derde generatie vernieuwd en daardoor wereldwijd beter verkocht dan de eerste en tweede generatie.
Honda introduceerde met deze generatie Civics een DOHC-systeem. Dit is een systeem waarbij de kleppen directer bediend worden en vlugger openen en sluiten waardoor de motor een hoger toerental kan bereiken. Ook wordt een hoger oppervlak door de kleppen bedekt waardoor je een grotere luchtstroom krijgt en hierdoor over een groter vermogen beschikt. Tevens werd in dit model Civic het VTEC-systeem geïntroduceerd. Dit houdt in dat er vanaf een bepaald toerental wordt overgeschakeld van een "tamme" naar een "wilde" nok op de nokkenas waardoor het vermogen flink wordt verhoogd.
Ook van deze generatie waren er een Civic Shuttle, een Civic hatchback, een Civic sedan en een CRX.

## Vijfde generatie (1991-1995)

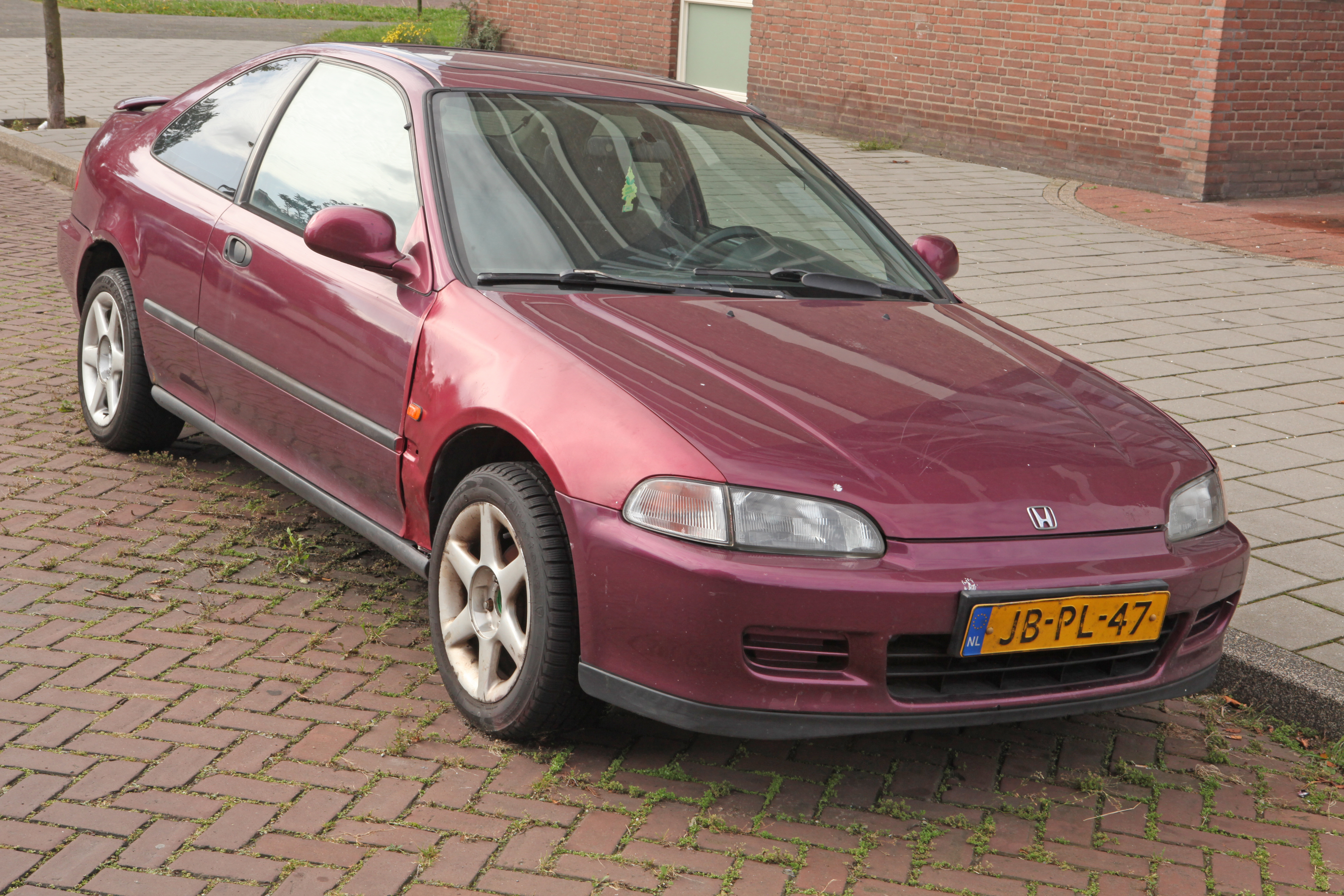
Honda Civic Coupé (1994)

In 1991 kwam Honda met een ontwerp van de nieuwe Civic. Dit model Civic werd echter niet lang in productie gebracht. De hatchback was bijzonder door zijn in 2 delen te openen achterklep, behalve de hatchback was er ook een sedan en coupéversie, zowel uitgevoerd in 1.3 dx - 75pk (alleen hatcback), 1.5 dxi - 90pk of een 1.6 ESI SOHC met 125 pk en een VTEC-systeem en een 1.6 VTI DOHC met 160 pk, deze VTI-versie had ook een VTEC-systeem. De internationale afkorting voor de verschillende modellen is EG. In Zuid-Afrika is de Civic bekend als SR. De Zuid-Afrikaanse variant kwam in verschillende SOHC motorcodes, en met een B18B3 DOHC motor.

## Zesde generatie (1995-2000)

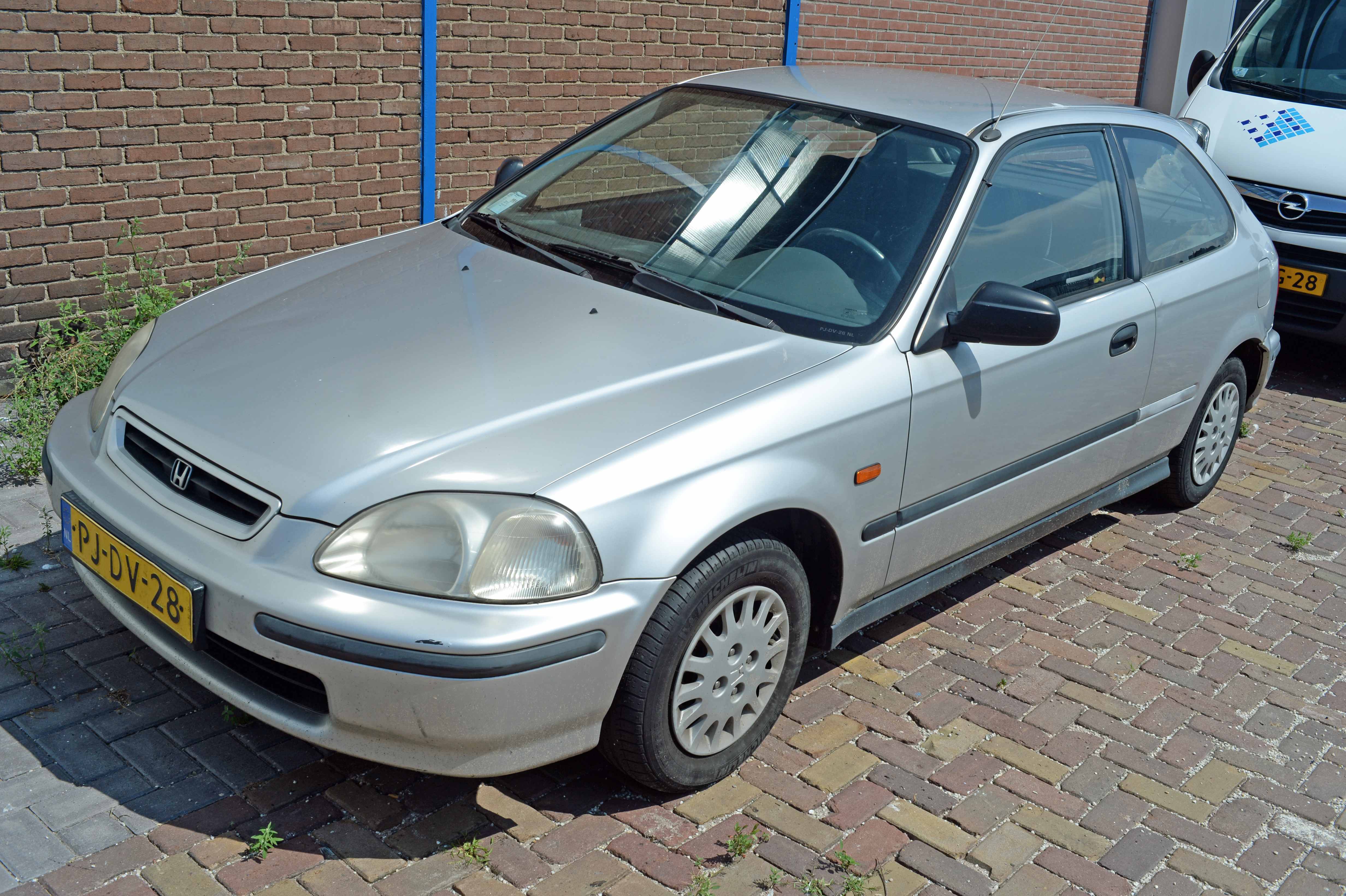
Honda Civic (1996)

Honda heeft het uiterlijk van de zesde generatie Honda Civic vanaf 1995 tot en met 2001 verder gestroomlijnd, en daarbij de auto's voorzien van sterkere motoren, variërend van 75 pk sterke 1,4 SOHC tot een 169 pk sterke 1,8 DOHC VTEC-motor, die onder andere werd geleverd in de sedan, Aerodeck (Honda's aanduiding voor de stationwagen uitvoering) en drie- en vijfdeurs VTI-versie. De vijfdeurs hatchback werd ook uitgebracht als de Rover 400. Alle modellen werden overigens door Honda in Swindon (Engeland) gebouwd en niet in Japan, wat onder meer te maken had met de dure yen in verhouding tot de Europese munteenheden en de daarmee verbonden concurrentiepositie ten opzichte van andere autofabrikanten.
In 1999 gaf Honda de Civic een 'facelift' die de levenscyclus van de zesde generatie verlengde tot 2001, toen de zevende generatie Civic op de markt kwam.
De Civic is bekend onder EK en EJ.

## Zevende generatie (2000-2005)

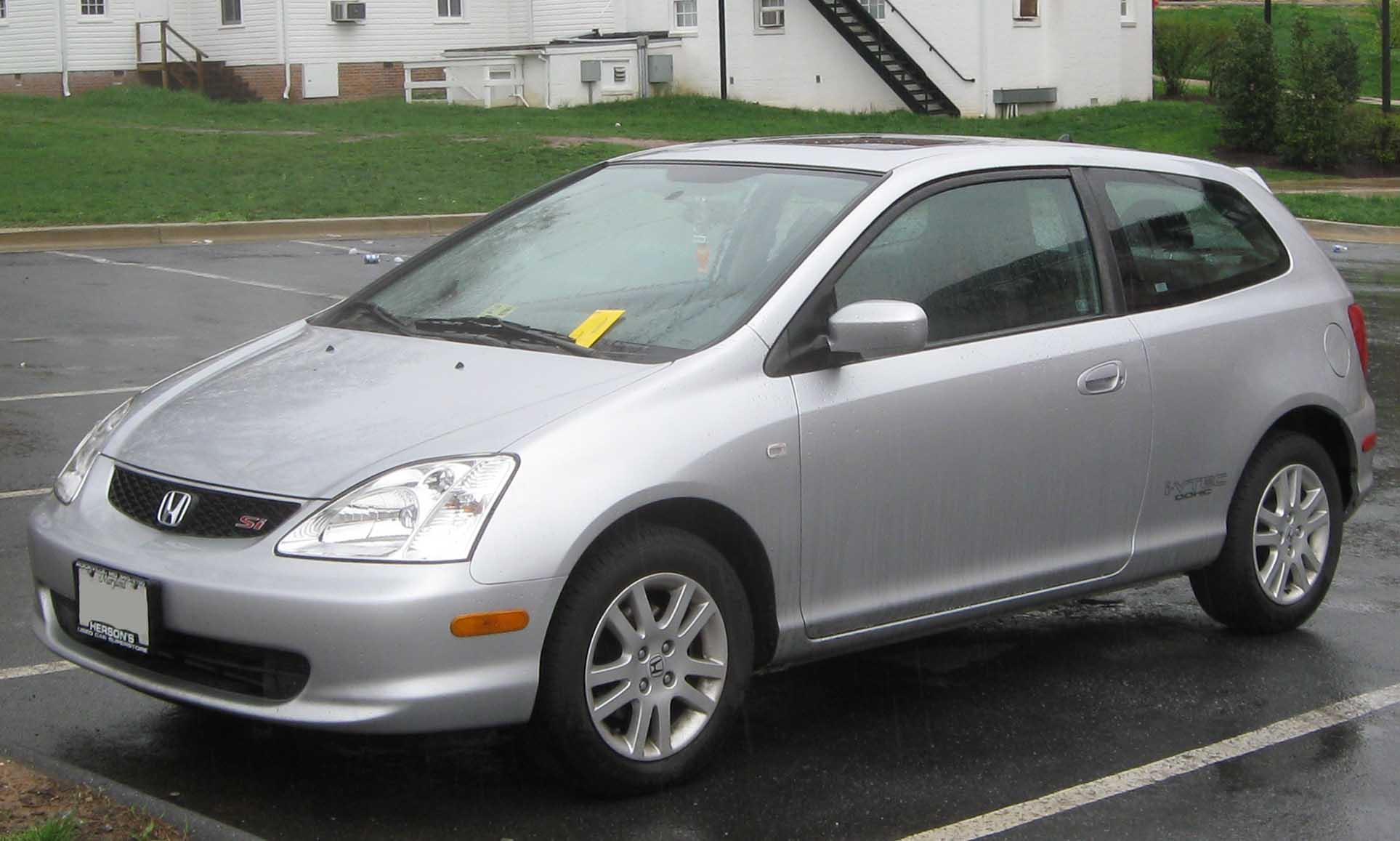
Zevende generatie Honda Civic

De zevende generatie Honda Civic werd geïntroduceerd in september 2000 in Japan. Ditmaal is de Civic een hoger dan de vorige modellen geworden en is het schakelmechanisme geïntegreerd in de middenconsole. Voor het eerst koos Honda er voor om de drie- en vijfdeurs hatchback als Europese Civic en een op zich zelf staand model binnen het leveringsgamma van Honda te introduceren.
De Civic Sedan, die in tegenstelling tot de in Swindon, Engeland gebouwde hatchbacks in Japan wordt gebouwd, is als hybrideversie met de toegevoegde naam IMA in Europa op de markt gekomen, maar deze uitvoering kreeg niet zoveel aandacht als de concurrerende Toyota Prius. Ook leverde Honda voor het eerst in Nederland een diesel in de Civic: de 4EE2 1,7-liter CTDi-dieselmotor.

### Civic Yumè
Van mei 2003 tot en met november 2003 bracht Honda de Civic Yumè (Japans voor 'droom') op Nederlandse markt om het dertigjarige bestaan van de Civic te vieren. Deze uitvoeringen werd onder andere geleverd met de volgende extra's: airconditioning, elektrische raambediening vóór, elektrisch bedienbare en verwarmbare buitenspiegels in carrosseriekleur, centrale deurvergrendeling en een in delen neerklapbare achterbankleuning. Deze Yumè-uitvoering was leverbaar voor zowel de drie- als vijfdeurs hatchback met de 1,4-liter D14Z6- en 1,7-liter 4EE2-motoren.

### Civic Sport / Type-S / Si / SiR

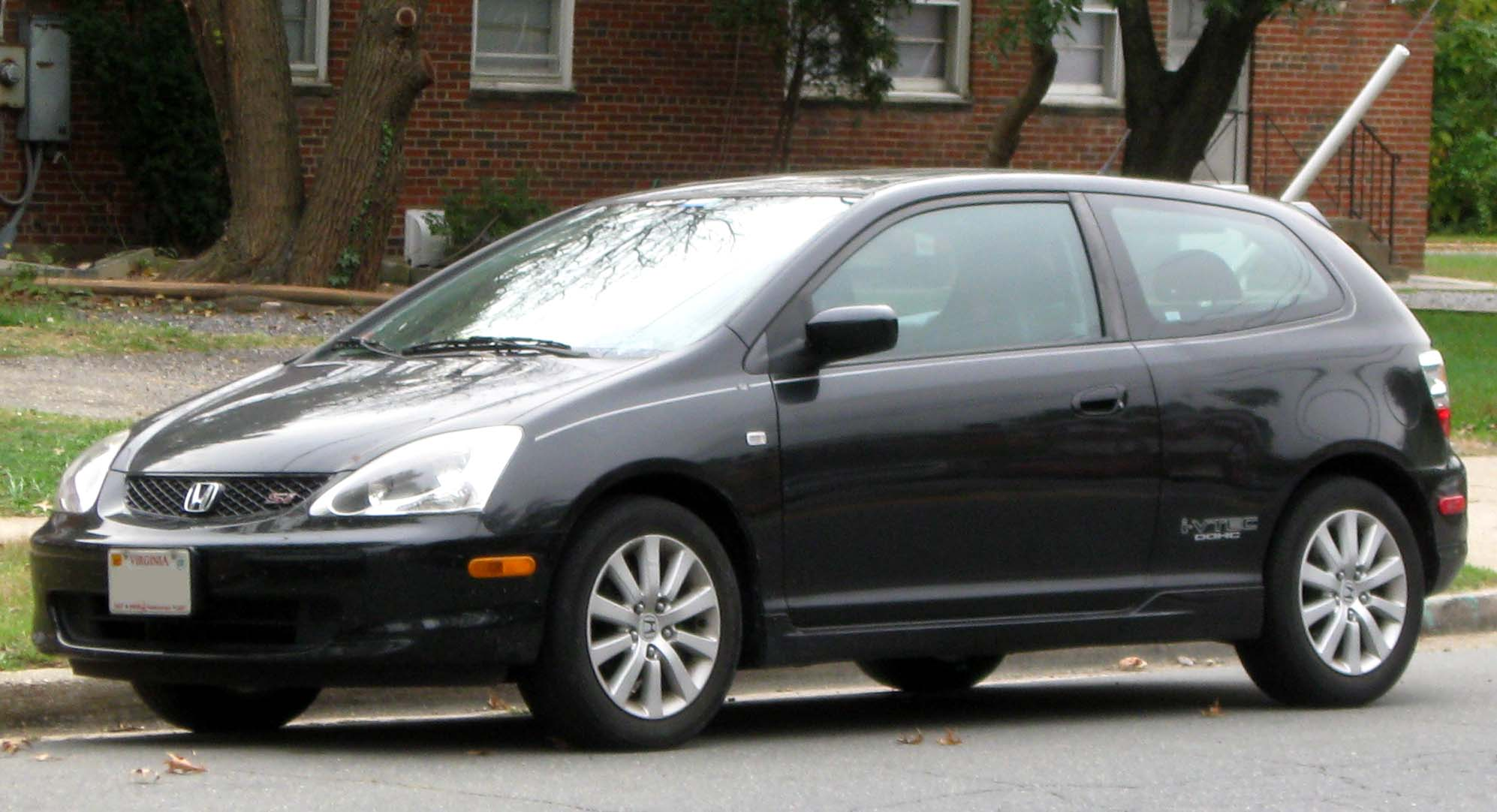
Honda Civic Si

In mei 2004 introduceerde Honda de Civic Sport (modelcode EV1) vijfdeurs hatchback op de Nederlandse markt. De Noord-Amerikaanse markt verkreeg deze uitvoering voor de driedeurs hatchback. Deze uitvoering werd voorzien van de 2,0-liter K20A3 i-VTEC-motor met een maximaal vermogen van 118 kW of 160 DIN pk bij 6500 tpm en een maximaal koppel van 179 Nm bij 5000 tpm. In Groot-Brittannië werd dit model verkocht als Type-S, in de Verenigde Staten als Si en in Canada als SiR.
Deze uitvoering kostte in Nederland € 28.350 - € 28.490.

### Civic BAR Sport
In november 2005 leverde Honda een gelimiteerde BAR Sport-uitvoering. Deze uitvoering was alleen leverbaar voor de driedeurs hatchback met de 1,4-liter D14Z6- en 1,6-liter D16W7-benzinemotoren. Het exterieur is gebaseerd op de BAR Formule 1-auto waarin coureurs Jenson Button en Takuma Sato reden.

### Civic Type-R EP3
In oktober 2001 werd de Honda Civic Type-R EP3 met de K20A2 i-VTEC motor geïntroduceerd. Deze uitvoering heeft een maximaal vermogen van 147 kW of 200 DIN pk bij 7400 tpm en een maximaal koppel van 196 Nm bij 5900 tpm. Dit model was alleen leverbaar als driedeurs hatchback. In november 2003 kreeg de Type-R een facelift. Het ontwerp is gebaseerd op de New Bullet Form-filosofie om de auto een aerodynamisch karakter te geven.
De Civic Type-R EP3 voor de Japanse markt kreeg de krachtigere K20A motor met een maximaal vermogen van 158 kW of 215 DIN pk bij 8000 tpm en een maximaal koppel van 202 Nm bij 7000 tpm, die onder andere een hogere compressieverhouding (11,5:1), een aangepast inlaat- en uitlaatspruitstuk, agressievere nokkenasprofielen, een chromoly vliegwiel (4,7 kg), een koppelgevoelig Torsen-type sperdifferentieel en een andere programmering van het motormanagement heeft.
De Type-R EP3 werd standaard uitgerust met Bridgestone Potenza RE040 205/45R17 84W zomerbanden op Enkei S5T-770A lichtmetalen velgen (velgdiameter 17", velgbreedte 7JJ, steekmaat 5×114,3 en ET45).
In totaal zijn 35190 exemplaren gebouwd in de Britse fabriek Honda of the UK Manufacturing Limited (HUM) in Swindon.

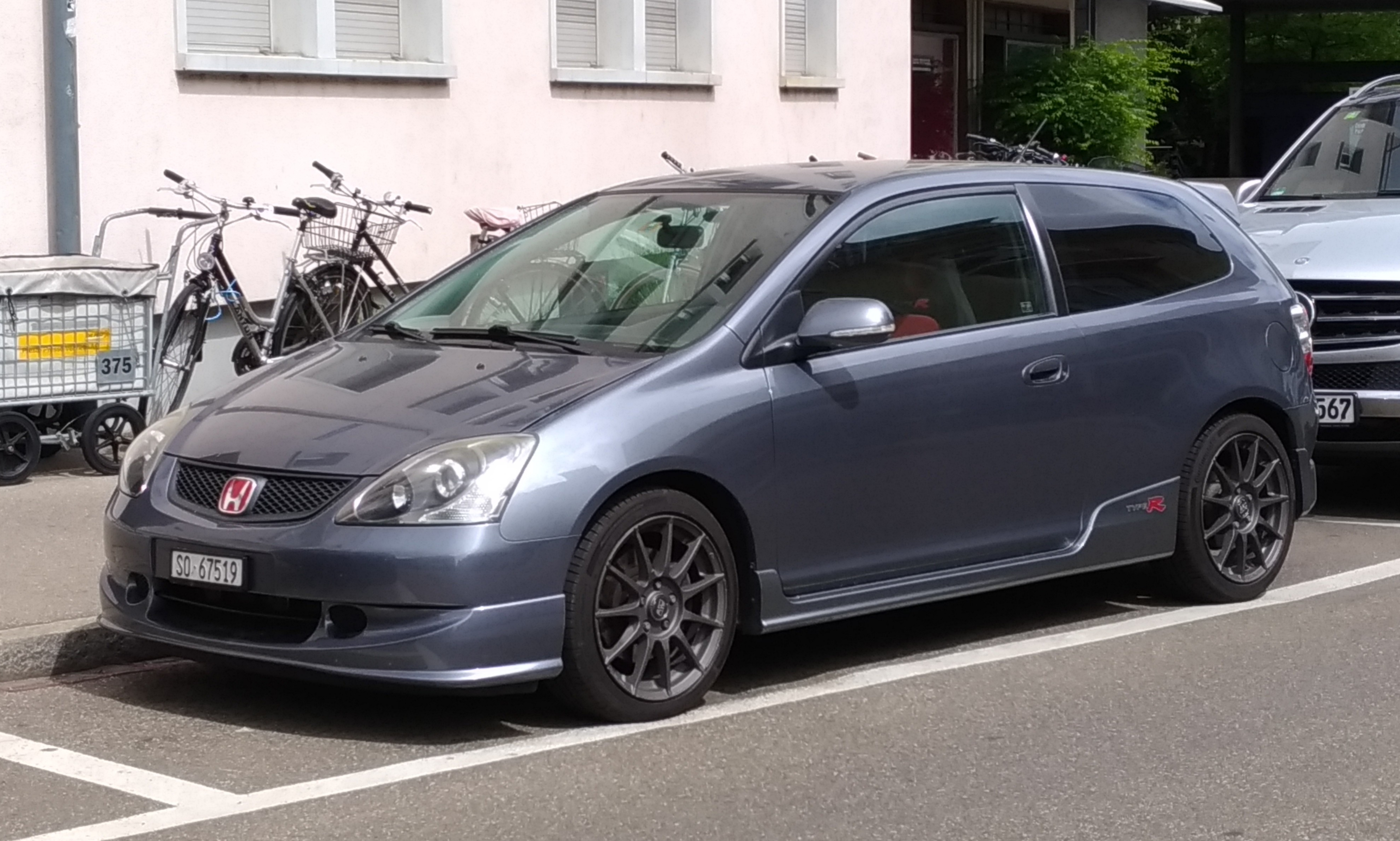
Vooraanzicht Honda Civic Type-R EP3
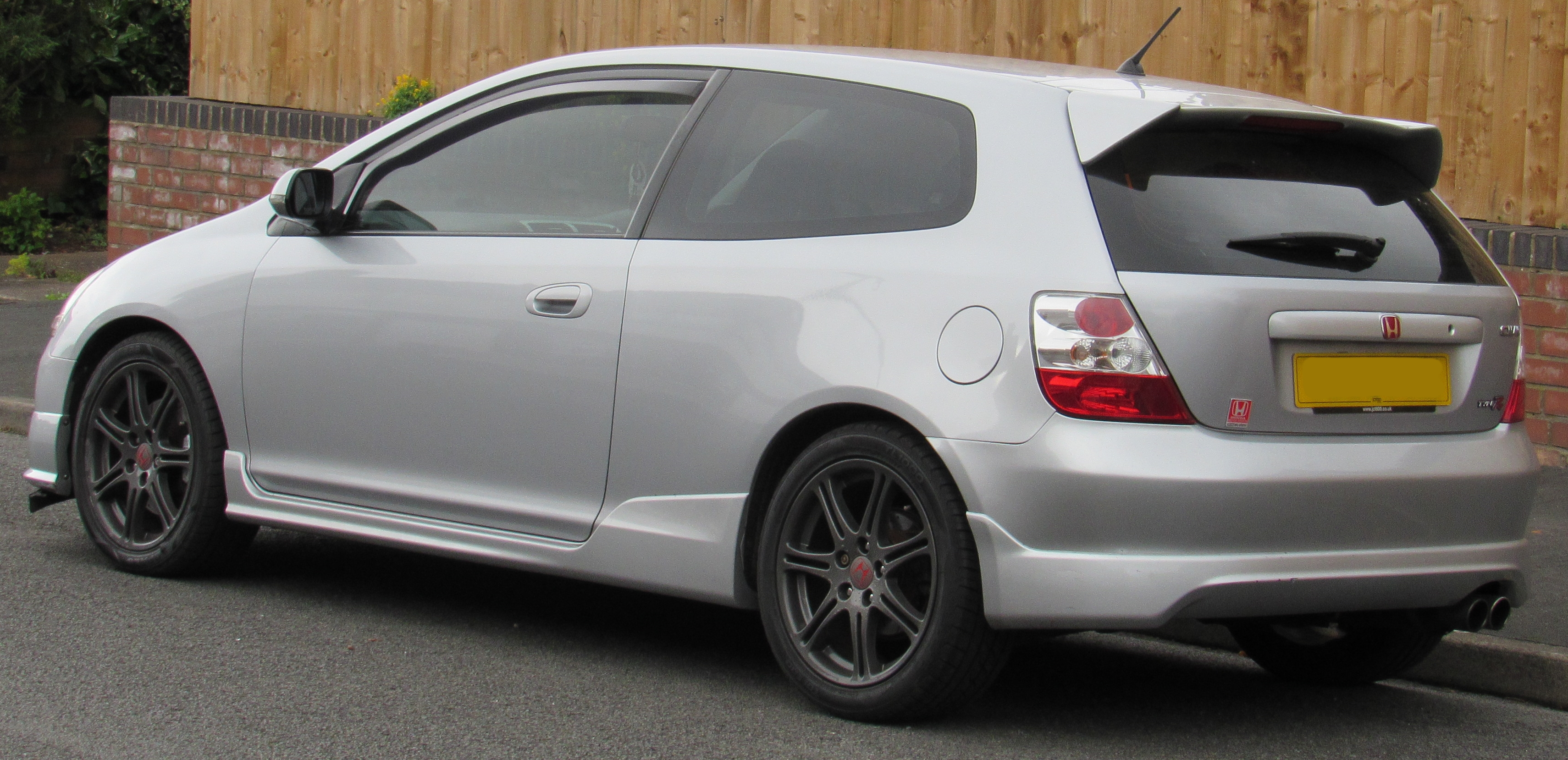
Achteraanzicht Honda Civic Type-R EP3
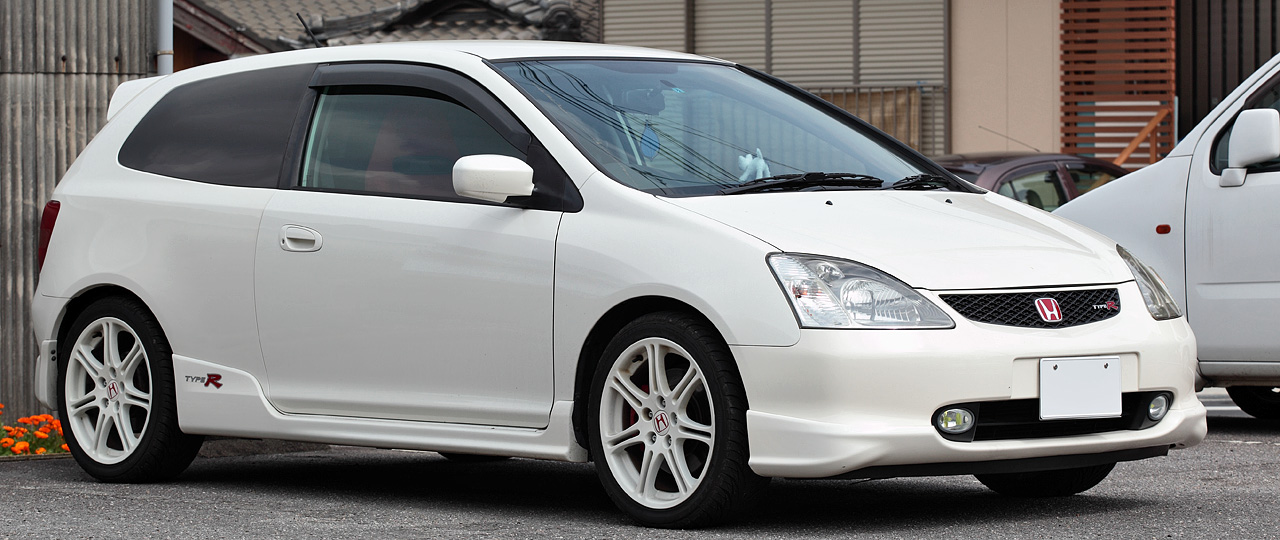
Japanse Honda Civic Type-R

### Civic Coupé

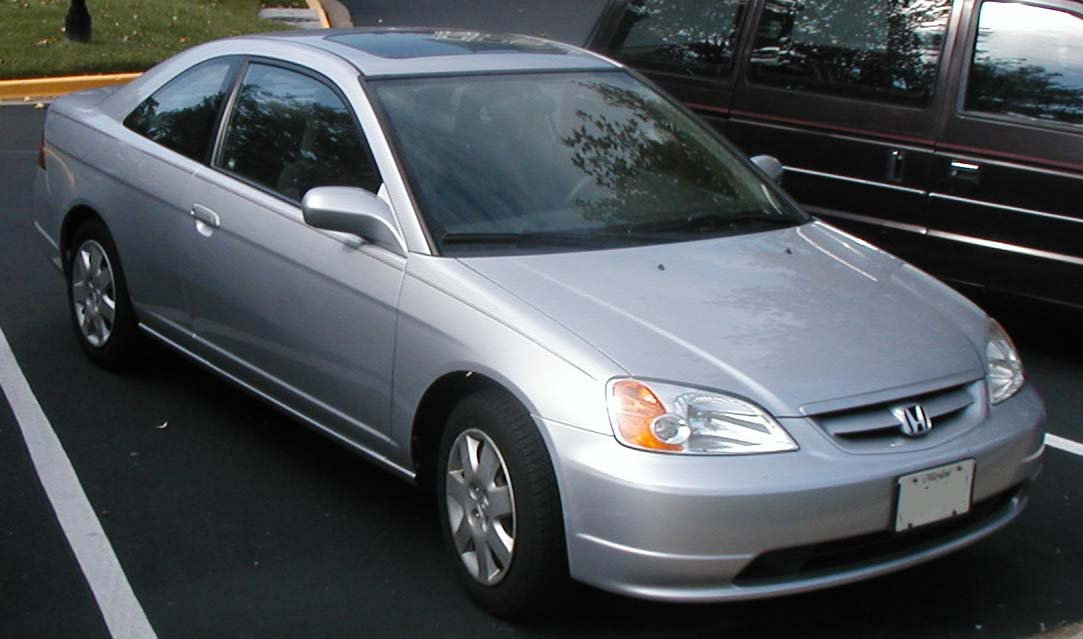
Honda Civic Coupé

Van februari 2001 tot en met december 2005 werd de Civic Coupé (modelcode EM2) geleverd met de 1,7-liter D17A8- of D17A9 VTEC-E-benzinemotoren. De Civic Coupé kon geleverd worden als LS-uitvoering met de D17A8 motor en als ES-uitvoering met de D17A9 VTEC-E motor.

## Achtste generatie (2006-2012)

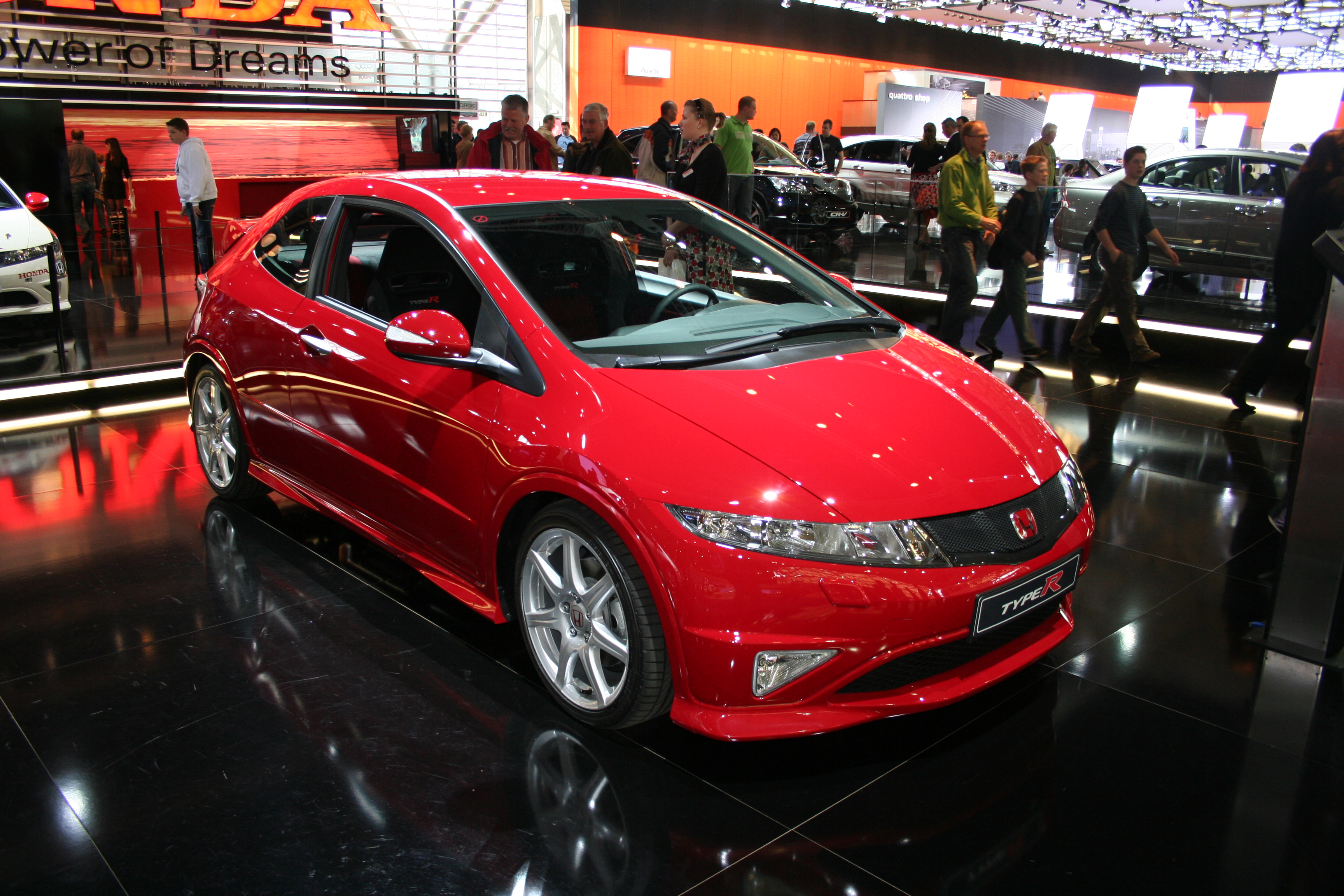
Civic Type-R op de AutoRAI 2007

Vanaf 2006 bracht Honda de achtste Honda Civic op de markt. Dit futuristisch aandoende model lijkt niet op de eerdere modellen en het gewaagde ontwerp werd met gemengde reacties ontvangen. De auto werd wederom leverbaar met een diesel, dit keer de 2.2 i-CTDI met 140 pk en 340 Nm koppel uit de Accord. Daarnaast waren een 1.4 i-DSI en 1.8 i-VTEC benzine verkrijgbaar, evenals een 2.0 201 pk sterke Type R. Bij de 2009 revisie werd de 1.4 i-DSI motor vervangen door de zuinigere 1.4 i-VTEC, die bovendien een stuk krachtiger is (73 kW / 100 pk en 127 Nm koppel) dan z'n voorganger, om daarmee het vermogensgat met de 1.8 (104 kW / 142 pk en 174 Nm koppel) te verkleinen.
Deze Civic is ook weer als hybride (Honda Civic Hybrid) leverbaar. Dit betekent dat in de nieuwe Civic (vierdeurs sedan) de benzinemotor hulp krijgt van een elektromotor. Hij behaalt daarbij, onder ideale omstandigheden, 4,6 liter per 100 kilometer. De hybride versie van de Civic is in tegenstelling tot de Toyota Prius onderdeel van een bestaande modellijn. De Civic drie- en vijfdeurs modellen worden in Swindon, Engeland, gebouwd. De Civic Hybride komt uit Japan. Vanaf 2011 is enkel nog de vijfdeurs leverbaar, evenals de (hybride) vierdeurs sedan.

## Negende generatie (2012-2017)
Begin 2012 kwam de negende generatie van de Honda Civic op de markt. Waar de achtste generatie een radicale omslag in het ontwerp te zien gaf, was de negende generatie meer een verfijning van het voorgaande model en in die hoedanigheid ook duidelijk herkenbaar als opvolger. Deze modellenreeks wordt enkel nog als vijfdeurs op de markt gebracht; de (Japanse) hybride sedan is sinds 2012 niet langer meer leverbaar. Wel werd vanaf 2014 onder de toegevoegde naam 'Tourer' ook een vijfdeurs stationwagen aan het gamma toegevoegd.
In de motorisering verandert er qua benzinemotoren niets t.o.v. de voorgaande generatie. De 1.4 i-VTEC en 1.8 i-VTEC blijven leverbaar. De 2.2 i-CTDI dieselmotor wordt wel opgevolgd, door de iets sterkere 2.2 i-DTEC (110 kW /150 pk, 350 Nm koppel, en in 2013 wordt daaronder nog de 1.6 i-DTEC (88 kW / 120 pk en 300 Nm koppel) als dieselmotor geïntroduceerd, om daarmee aan de downsize trend tegemoet te komen. Met ingang van 2014 is de 2.2 i-DTEC als motorkeuze komen te vervallen.

## Tiende generatie (2017-2021)

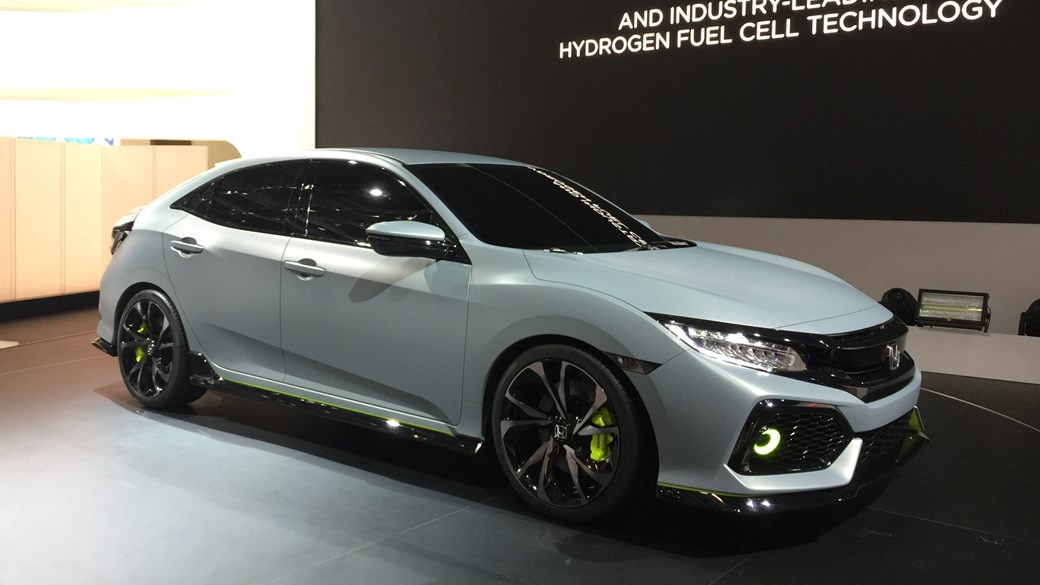
Prototype tiende generatie Honda Civic

Erik Berkman, toenmalig hoofd van Honda R&D Americas, Inc., kondigde in 2012 in een interview met de Amerikaanse krant Detroit Free Press aan dat de aankomende tiende generatie Honda Civic ontwikkeld en (deels) geproduceerd zou worden in de Verenigde Staten. Daarnaast bevestigde hij dat verschillende typen aandrijflijnen aangeboden zullen gaan worden, en de tiende generatie Civic aanzienlijke uiterlijke ontwerpwijzigingen zou krijgen.

Gedurende de New York Auto Show van april 2015 werd de 2016 Honda Civic Concept getoond, als coupé-carrosserievorm. In de Britse Hondafabriek in Swindon werd 200 miljoen pond geïnvesteerd om de productiecapaciteit te vergroten ten behoeve van de productie van de Civic. Swindon werd daarmee de thuisbasis worden voor internationale markten.

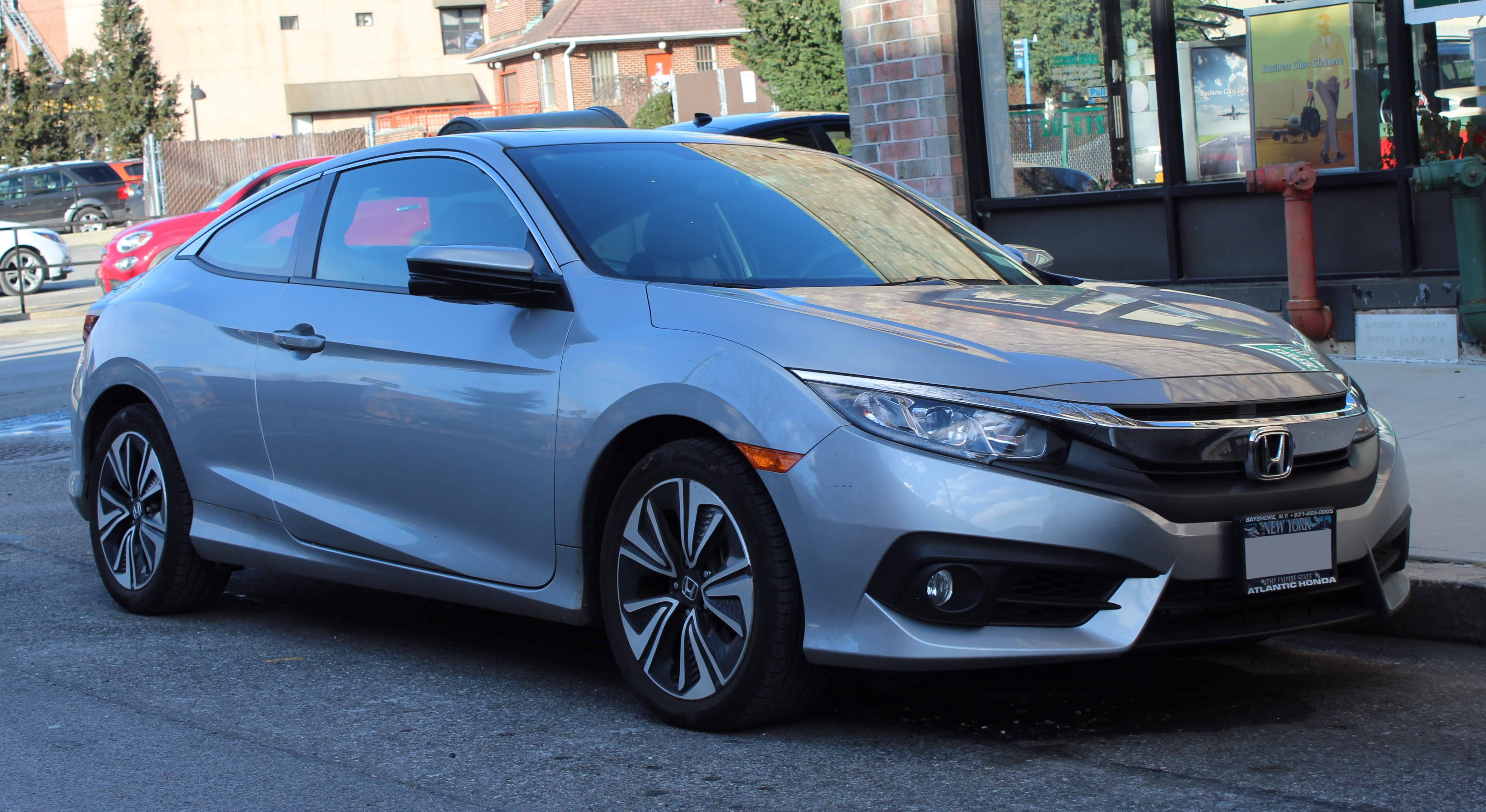
Prototype tiende generatie Honda Civic

Op 20 april 2015 verschenen patentschetsen van de sedan- en coupé-carrosserievormen online.
Op de Autosalon van Genève van 2016 werd de concept voor de tiende generatie Honda Civic voorgesteld. Van motorisaties is er nog niet veel bekend, er is sprake van een 1.0 VTEC, een 1.5 VTEC en de bekende 1.6 i-DTEC. Het prototype is 30mm breder, 20mm lager en 130mm langer dan de 9e generatie.

## Elfde generatie (2021-)
De 11e generatie is voorzien van een basis viercilinder benzinemotor of turbomotor en kent vier uitrustingsniveaus: LX, Sport, EX, en Touring.

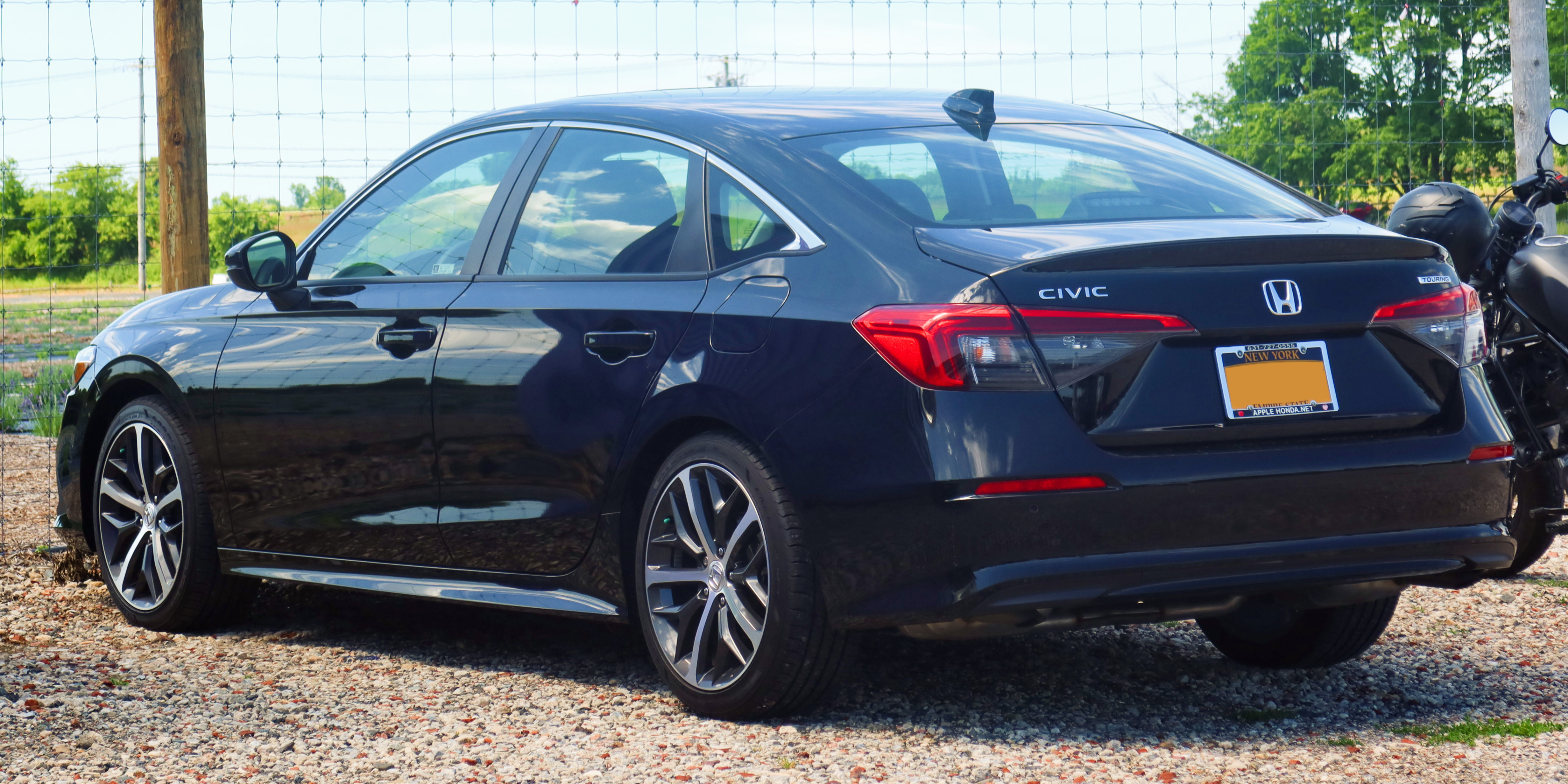
2022 Honda Civic Touring
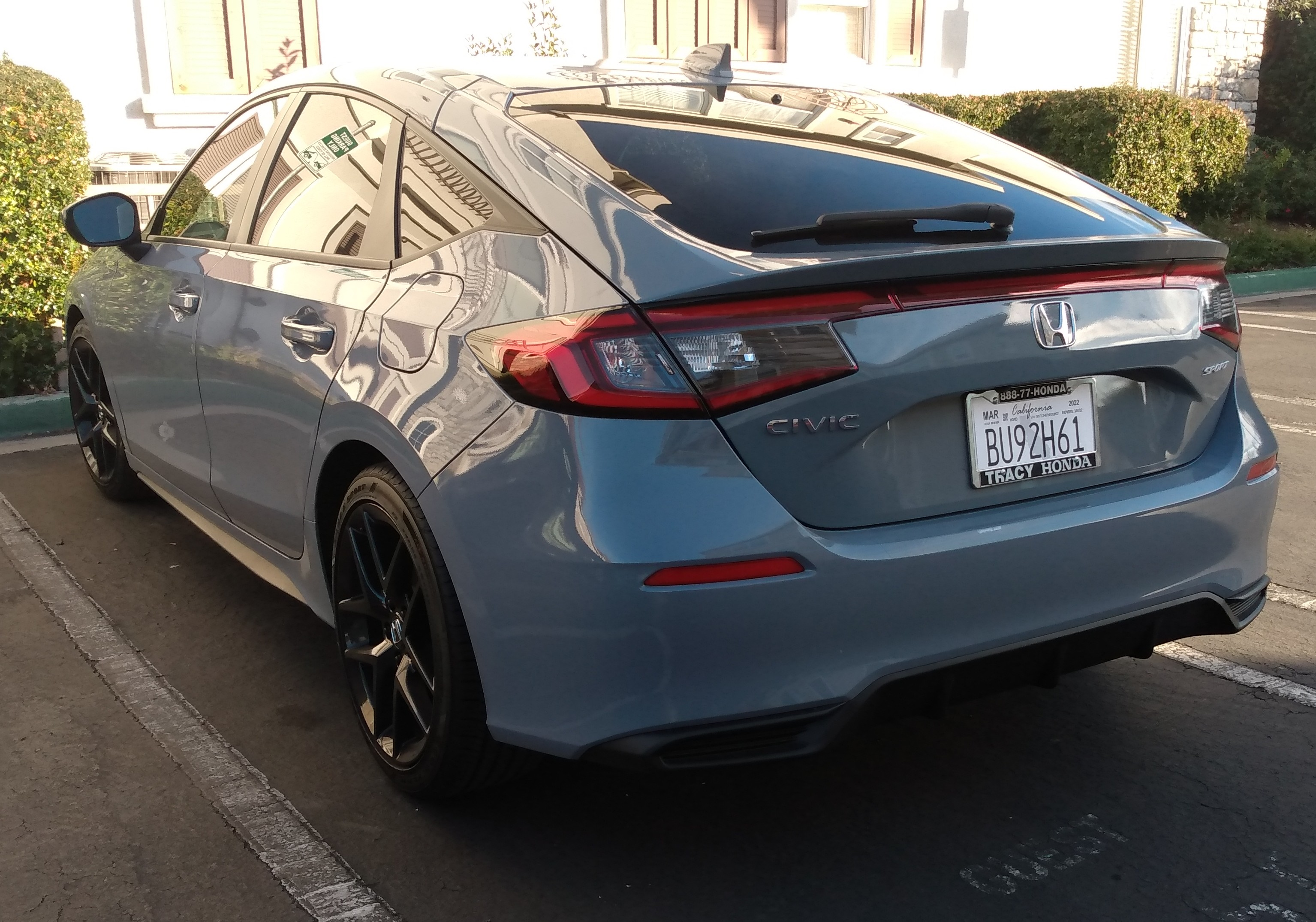
2022 Honda Civic Hatchback Sport
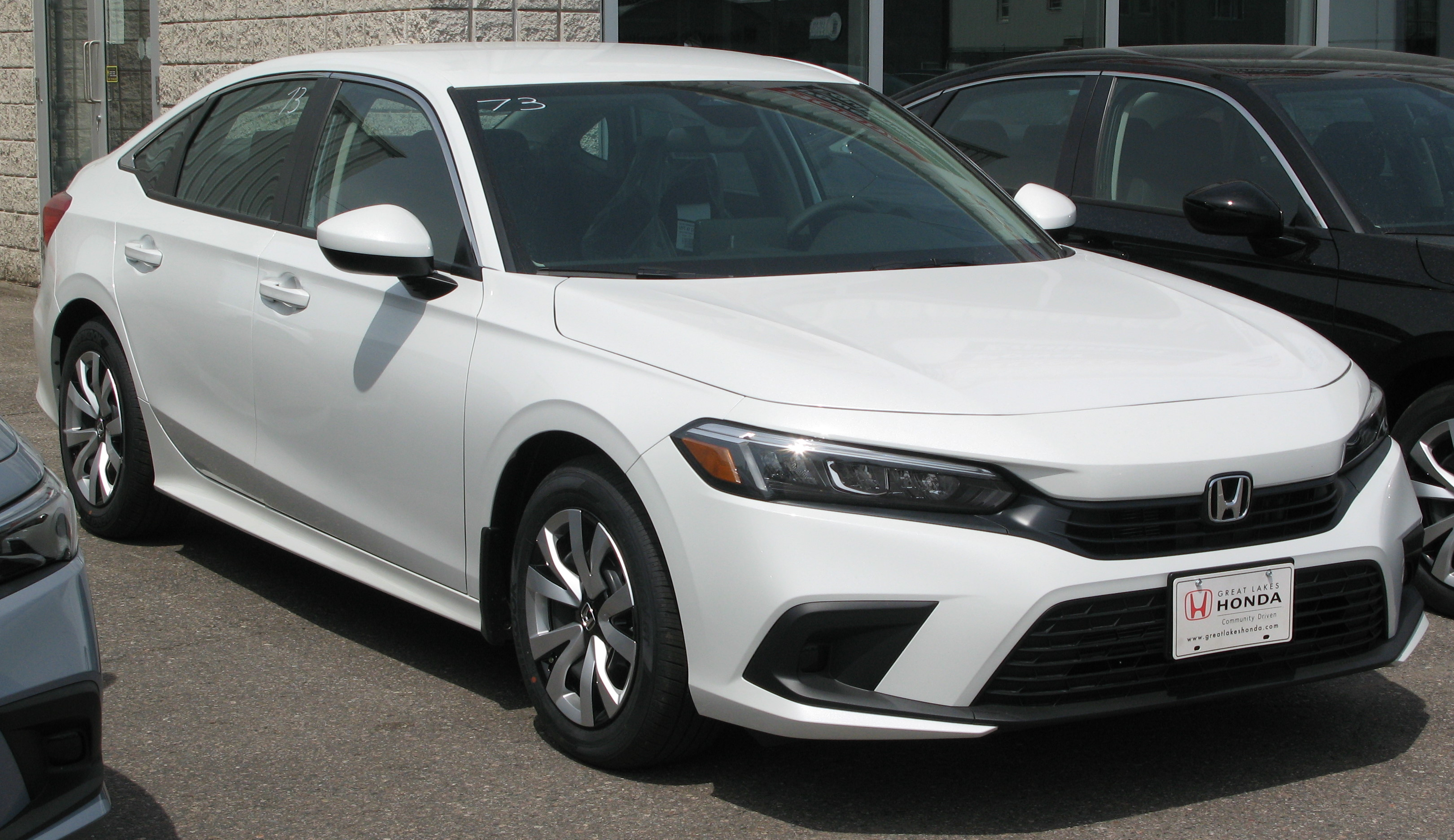
2022 Honda Civic LX
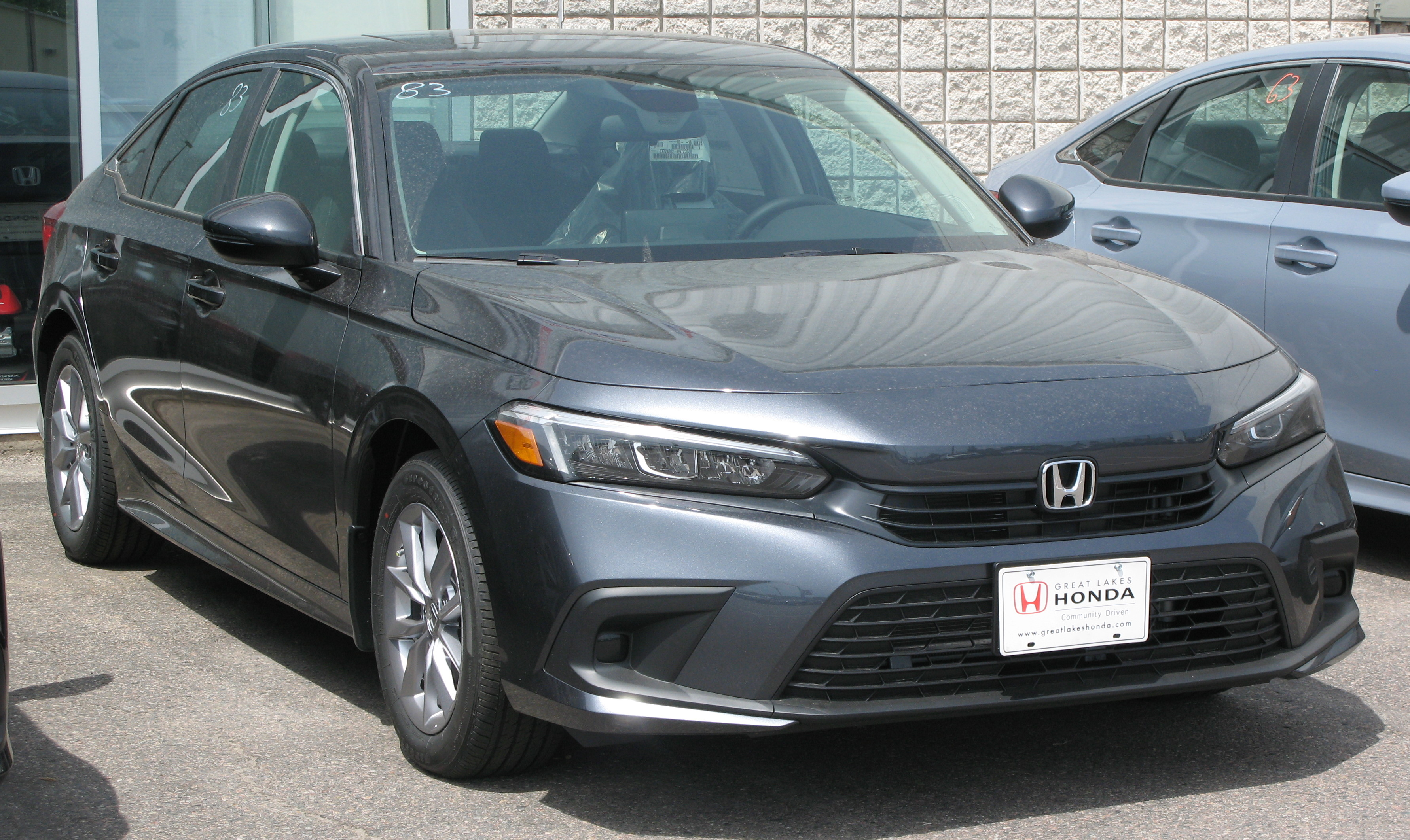
2022 Honda Civic EX